# 曹宏 (明朝)
曹宏（1436年—？），字維裕，應天府句容縣人，明朝政治人物。進士出身。

## 生平
順天府鄉試第五十二名。天順八年（1464年）甲申科會試第四十九名，殿試登進士第三甲第一百三十四名。

## 家族
曾祖父曹貴成。祖父曹安善。父亲曹政，曾任百戶。